# Gnistängstunnelen
Gnistängstunnelen er en tunnel i den vestlige del af Göteborg i Sverige.
Det er en af Sveriges længere vejtunneler med en længde på 712 m. Den er bygget i 1978 og går igennem fjeldet under bydelen Grimmered. Den har to separate rør med to kørebaner i hvert. Egentlig blev tunnelen bygget som et enkelt rør, men der opsattes en betonvæg for at adskille dem.
| Trafik | Spire Denne trafikartikel er en spire som bør udbygges. Du er velkommen til at hjælpe Wikipedia ved at udvide den. |

57°40′30″N 11°53′43″Ø / 57.675°N 11.89525°Ø